# CUL3
La culina 3, también denominada CUL3, es una proteína codificada en humanos por el gen cul3.

## Interacciones
La proteína CUL3 ha demostrado ser capaz de interaccionar con: 
- KLHL12[4]
- CAND1[5]
- KEAP1[6][7]
- DCUN1D1[8]
- Ciclina E1[9]